# Almanza, Mexiko
Almanza är en ort i Mexiko.   Den ligger i kommunen Atzalan och delstaten Veracruz, i den sydöstra delen av landet, 230 km öster om huvudstaden Mexico City. Almanza ligger 331 meter över havet och antalet invånare är 628.
Terrängen runt Almanza är kuperad åt sydväst, men åt nordost är den platt. Terrängen runt Almanza sluttar norrut. Runt Almanza är det ganska tätbefolkat, med 96 invånare per kvadratkilometer. Närmaste större samhälle är Martínez de la Torre, 11,4 km norr om Almanza. Omgivningarna runt Almanza är en mosaik av jordbruksmark och naturlig växtlighet.